# Cephalodesmius quadridens
Cephalodesmius quadridens är en skalbaggsart som beskrevs av Macleay 1871. Cephalodesmius quadridens ingår i släktet Cephalodesmius och familjen bladhorningar. Inga underarter finns listade.